# Jojo (ours)
Pour les articles homonymes, voir Jojo.
Jojo est un ours des Pyrénées recueilli à Borce le 13 mai 1971, âgé de trois mois environ et pesant 3 kilogrammes, par un groupe de pensionnaires du foyer Clair Matin de ce village, qui accueillait alors environ 80 pupilles de l'enseignement public. Mort en 1991 au zoo de Thoiry où il a passé la fin de sa vie pour y être soigné, Jojo était devenu au fil des années une mascotte du village de Borce et de la vallée d'Aspe. Il est maintenant empaillé au musée du parc national des Pyrénées, dans l'ancienne gare d'Etsaut,,,.

## Premières années
Le 13 mai 1971, alors qu'un groupe de pensionnaires de l'établissement Clair Matin redescend d'une randonnée à Udapet, l'un des jeunes participants trouve « une boule de poils ». Ni l'ourse, ni aucun autre ourson n'apparaissant, l'ourson, immédiatement prénommé Jojo, est ramené au centre dans un sac par l'éducateur Christian Blazquez. Jusqu'en 1975, l'ourson Jojo participe aux activités du foyer et peut jouer en plein air dans le centre.

## Cadre de vie
En 1975, une cage est aménagée pour Jojo, devenu « un ours de taille respectable ». À la fin des années 1980, un enclos plus vaste est aménagé, et les visites sont gérées par l'Office de tourisme avec le Clos aux ours. L'ours Jojo meurt en 1991 au zoo de Thoiry, en Yvelines.

## Suites
Après la mort de Jojo, deux ours, Antoine et Ségolène, sont amenés dans l'enclos. Ils donnent naissance à un ourson, Myrtille. En 2004, un établissement communal, l'espace animalier de Borce (Parc'ours), est créé. En 2011, cinq ours issus de ces deux premiers pensionnaires vivent au Parc'ours de Borce.